# Campionat de Pichincha
El campionat de Pichincha fou una competició esportiva amateur disputada a la província de Pichincha. Hi prenien part els clubs de Quito. Es disputà entre 1922 i 1953, any en què fou substituïda pel campionat Interandinos, de caràcter professional.

## Historial
Font:
- 1922: SD Gladiador (1)
- 1923: SD Gladiador (2)
- 1924: SD Gladiador (3)
- 1925: SD Gladiador (4)
- 1926: SD Gladiador (5)
- 1927: SD Gladiador (6)
- 1928: SD Gladiador (7)
- 1929: Club Círculo Ecuador (1)
- 1930: SD Gladiador (8)
- 1931: SD Gladiador (9)
- 1932: LDU Quito (1)
- 1933: SD Gladiador (10)
- 1934: Club Gimnástico (1)
- 1935: Club Gimnástico (2)
- 1936: Club Gimnástico (3)
- 1937: SD Gladiador (11)
- 1938: Gimnástico-Sacramemto (4)
- 1939: Club Sacramento (1)
- 1940: SD Gladiador (12)
- 1941: no es disputà
- 1942: Club Titán (1)
- 1943: Club Titán (2)
- 1944: SD Gladiador (13)
- 1945: SD Aucas (1)
- 1946: SD Aucas (2)
- 1947: SD Aucas (3)
- 1948: SD Aucas (4)
- 1949: SD Aucas (5)
- 1950: SD Argentina (1)
- 1951: SD Aucas (6)
- 1952: LDU Quito (2)
- 1953: LDU Quito (3)